# 5-ös busz (Szolnok, 1972–2012)
A Szolnoki 5-ös busz a Vasútállomás és a Stella d'oro cipőgyár között közlekedett. A vonalat a Jászkun Volán Közlekedési Zrt. üzemeltette. 2012 májusában szűnt meg a gyár bezárása miatt.

## Története
A járat 1972-ben indult ugyanezen az útvonalon, azonban ekkor a Stella d'oro cipőgyár neve Szolnoki cipőgyár volt, illetve a járat a Kossuth téren át közlekedett. A gyárat 1993-ban megvásárolta az olasz Stella d'oro cég, így ezen a néven volt ismert a megálló. 2009-ben változott az útvonal, végig a 11-es busz útvonalán járt. 2009-ben feltehetőleg a kihasználtságának köszönhetően most már csak szóló Credo buszokat osztották be a vonalra. 2012. május 2-án megszüntették a viszonylatot az 3Y és a 4-es busszal együtt. Azzal indokolták a megszűnését, hogy a cég a székhelyét áttette Martfűre.

## Közlekedése
Munkanapokon háromszor, míg hétvégén napi kétszer közlekedett a műszakváltáshoz igazodva.

## Járművek
A vonalon kezdeti időszakban Ikarus 280, majd 2009-től a viszonylat megszűnéséig pedig kizárólag csak Credo BN 18 és Credo BN 12 típusú buszok jártak a vonalon.

## Útvonala
1972-től 2009-ig a Kossuth téren át közlekedett a 2-es busz útvonalán, majd 2009-től megszűnéséig pedig a 11-es busz útvonalán járt annak betétjárataként, jelzését megtartva.